# Кэскэсе

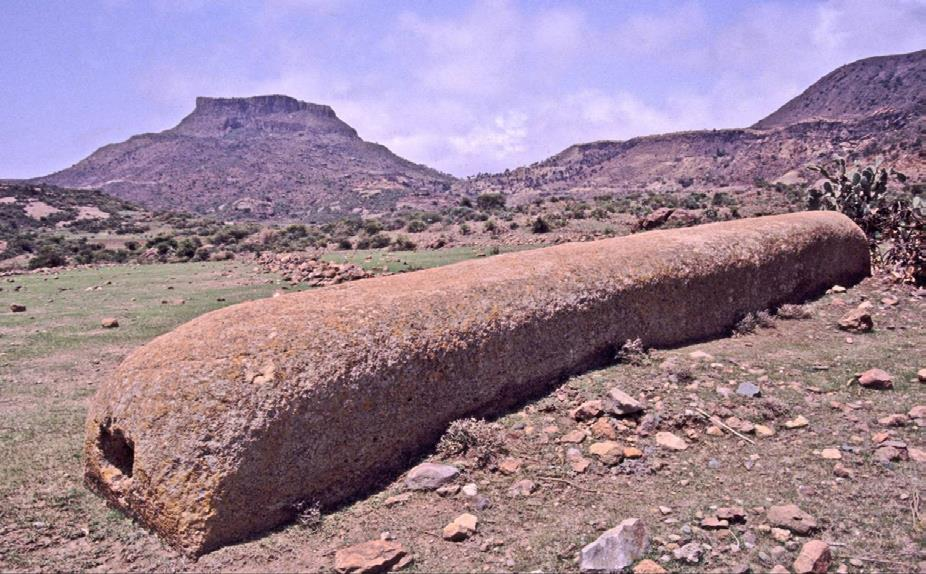

Кэскэсе (Käskäse, Kaskasse) — местность на юге центральной Эритреи, в 5 км к северу от города Сэнафе. Здесь находятся развалины древнего города, относящегося к до-аксумскому периоду. Наиболее известны стелы, высотой до 14 м, некоторые с надписями на геэзе. Археологический памятник Кэскэсе исследовался Даниелем Хабтемикаелем (Daniel Habtemichael) в начале XXI века. Так же, в Кэскесэ находится алтарь с сабейской надписью и символами луны и солнца.